# استان جامبیل
استان جامبیل یا استان ژامبیل (به قزاقی: Жамбыл облысы، جامبىل وبلىسى) یک استان در قزاقستان است که در جنوب این کشور واقع شده‌است.

## نام و وجه تسمیه
نام این استان برای ارج نهادن به شاعر، خواننده و نوازننده مردمیِ قزاق زادهٔ سال ۱۸۴۶ میلادی در همین منطقه، «جامبول جابایف» (به قزاقی: Жамбыл Жабайұлы، جامبىل جابايۇلى) انتخاب شده است. نام مناطق جغرافیایی متعددی در سراسر قزاقستان، برای ارج نهادن به این شخصیت، به نام «جامبیل» مزین شده است.
پیش از استقلال قزاقستان از اتحاد جماهیر شوروی سوسیالیستی، نام روسی این استان، به صورت «Джамбул» نوشته می‌شد. در زبان روسی، برای تمییز قائل شدن بین صداهای «ژ» و «ج»، حرف «ژ» را با تک‌حرف «ж»، و حرف «ج» را با دونگارهٔ «дж» می‌نویسند. این تفاوت در زبان و خط قزاقی وجود ندارد، و تنها از تک‌حرف «ж» برای نوشتن واژگان با حرف «ج» استفاده می‌شود. در خط روسی، واکهٔ دوم نیز با تلفظ قزاقی دارد. پس از استقلال قزاقستان، و ارجحیت بخشیده شدن به فرهنگ و زبان قزاقی در مملکت مستقل قزاق، نوشتار رسمی روسی نیز به‌روز رسانی شده و مطابق نوشتار قزاق آن، به «Жамбыл» تغییر یافت.

## خصوصیات
استان جامبیل ۱۴۴٬۲۶۴ کیلومترمربع مساحت و ۱٬۰۷۱٬۶۴۵ نفر جمعیت دارد.

## شهرها و شهرستان‌ها

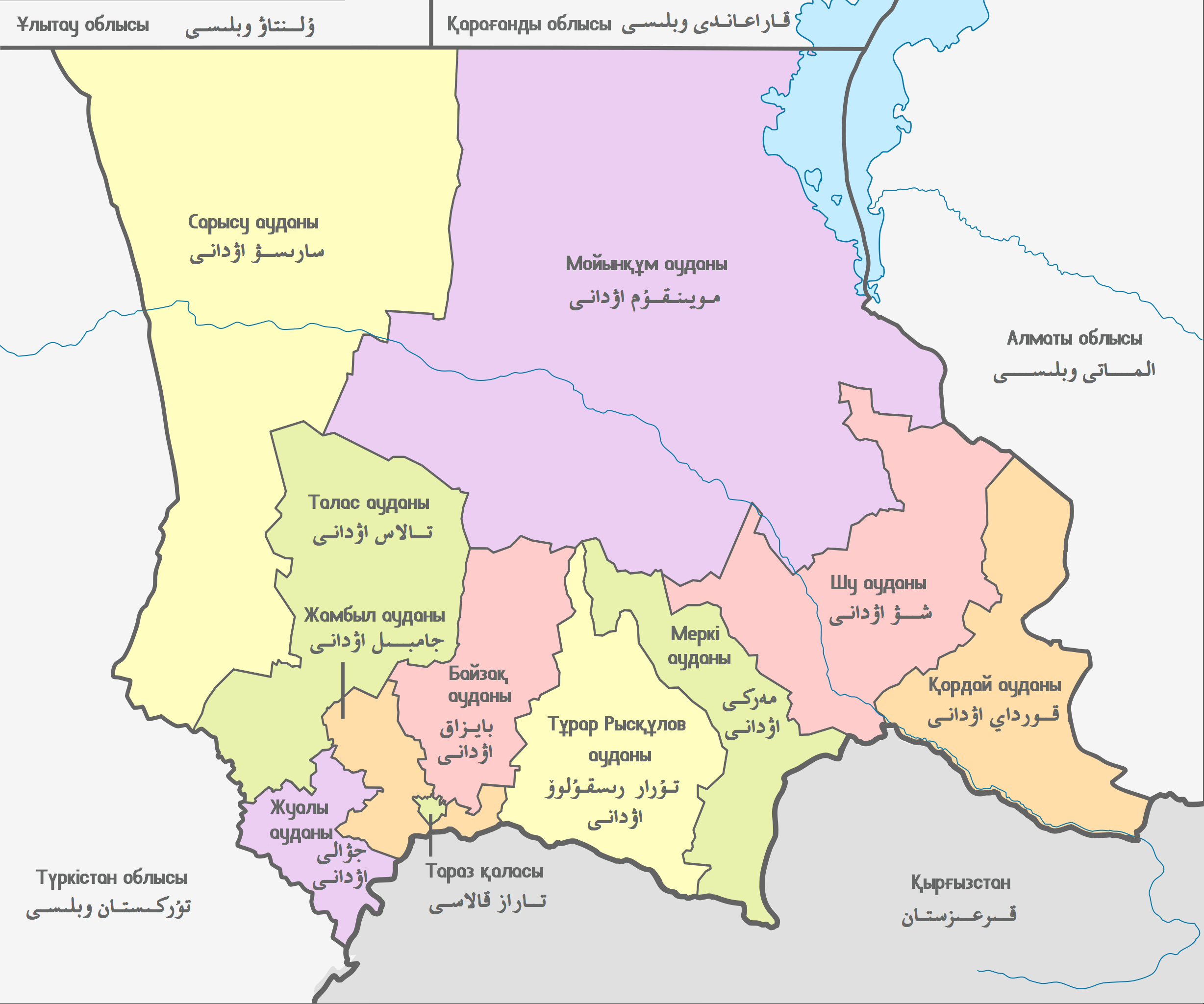
تقسیمات اداری استان جامبیل در سال ۲۰۲۲ میلادی

استان جامبیل متشکل از ۱ شهر و ۱۰ شهرستان می‌باشد.
| ردیف | نام شهر/شهرستان        | نام به قزاقی                                | نام به روسی                                                | مساحت(km۲) | جمعیت (سرشماری سال ۲۰۲۱) |
| ---- | ---------------------- | ------------------------------------------- | ---------------------------------------------------------- | ---------- | ------------------------ |
| ۱    | شهر طراز               | Тараз қаласы تاراز قالاسى                   | город Тараз gorod Taraz′                                   | ۱۳۹        | ۴۱۸٬۳۶۸                  |
| ۲    | شهرستان بایزق          | Байзақ ауданы بايزاق اۋدانى                 | Байзакский район Bayzakskiy rayon′                         | ۴٬۵۰۰      | ۱۰۲٬۸۶۴                  |
| ۳    | شهرستان تلاس           | Талас ауданы تالاس اۋدانى                   | Таласский район Talasskiy rayon′                           | ۱۲٬۲۰۰     | ۴۸٬۴۵۳                   |
| ۴    | شهرستان تورار ریسقولوف | Тұрар Рысқұлов ауданы تۇرار رىسقۇلوۆ اۋدانى | район имени Турара Рыскулова rayon imeni Turara Ryskulova′ | ۱۰٬۵۰۰     | ۶۷٬۲۱۶                   |
| ۵    | شهرستان جامبیل         | Жамбыл ауданы جامبىل اۋدانى                 | Жамбылский район Zhambylskiy rayon′                        | ۴٬۳۰۰      | ۸۶٬۵۶۴                   |
| ۶    | شهرستان جوآلی          | Жуалы ауданы جۋالى اۋدانى                   | Жуалынский район Zhualynskiy rayon′                        | ۴٬۲۰۰      | ۵۴٬۰۷۲                   |
| ۷    | شهرستان ساری‌سو         | Сарысу ауданы سارىسۋ اۋدانى                 | Сарысуский район Sarysuskiy rayon′                         | ۳۱٬۳۰۰     | ۴۳٬۵۳۸                   |
| ۸    | شهرستان شو             | Шу ауданы شۋ اۋدانى                         | Шуский район Shuskiy rayon′                                | ۱۲٬۰۰۰     | ۱۰۵٬۲۹۸                  |
| ۹    | شهرستان قوردای         | Қордай ауданы قورداي اۋدانى                 | Кордайский район Kordayskiy rayon′                         | ۸٬۹۷۳      | ۱۵۶٬۲۷۰                  |
| ۱۰   | شهرستان مرکی           | Меркі ауданы مەركى اۋدانى                   | Меркенский район Merkenskiy rayon′                         | ۷٬۱۰۰      | ۸۷٬۸۶۴                   |
| ۱۱   | شهرستان معین‌قوم        | Мойынқұм ауданы مويىنقۇم اۋدانى             | Мойынкумский район Moyynkumskiy rayon′                     | ۵۰٬۴۰۰     | ۲۸٬۷۵۲                   |

## نگارخانه

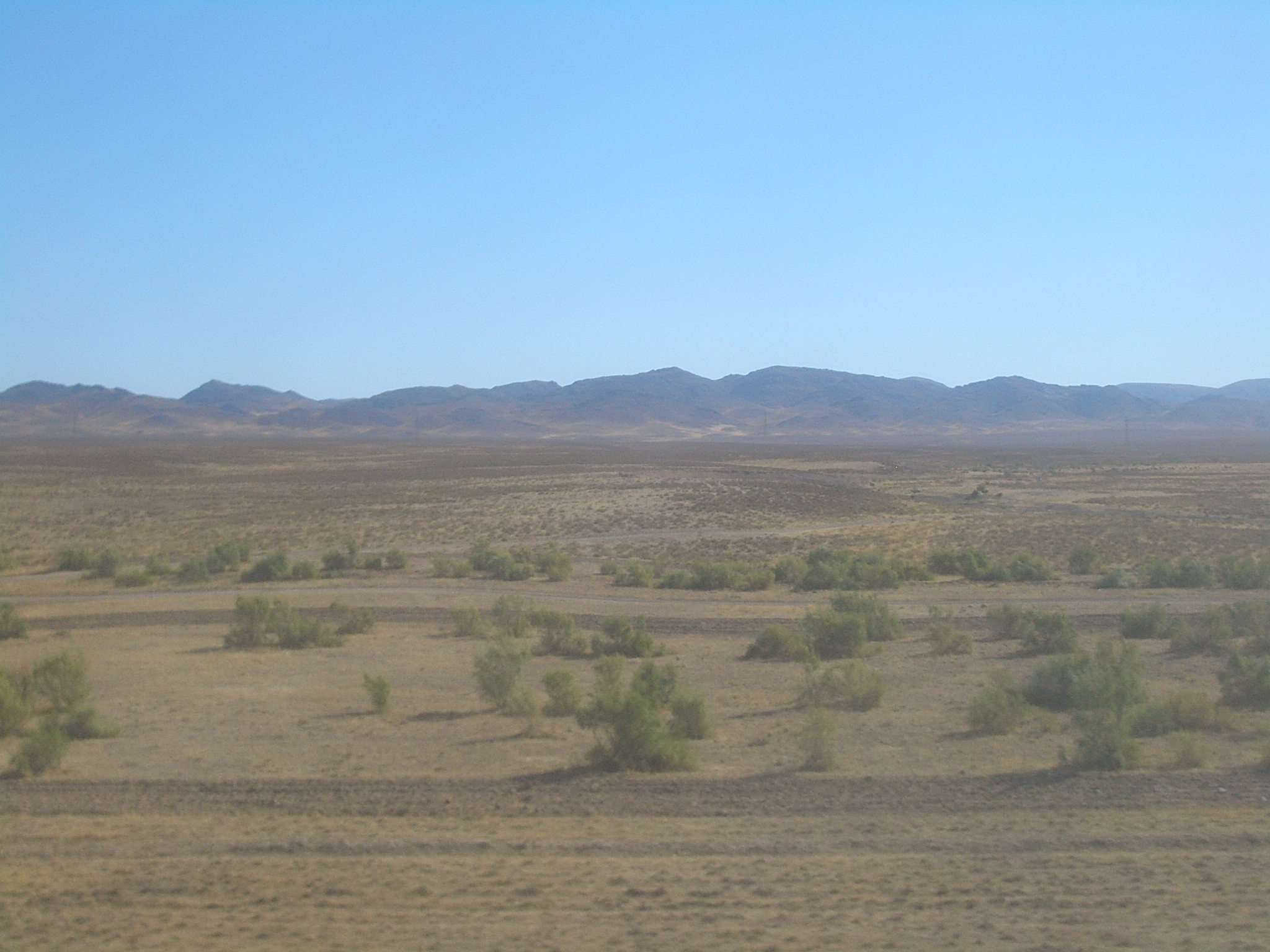
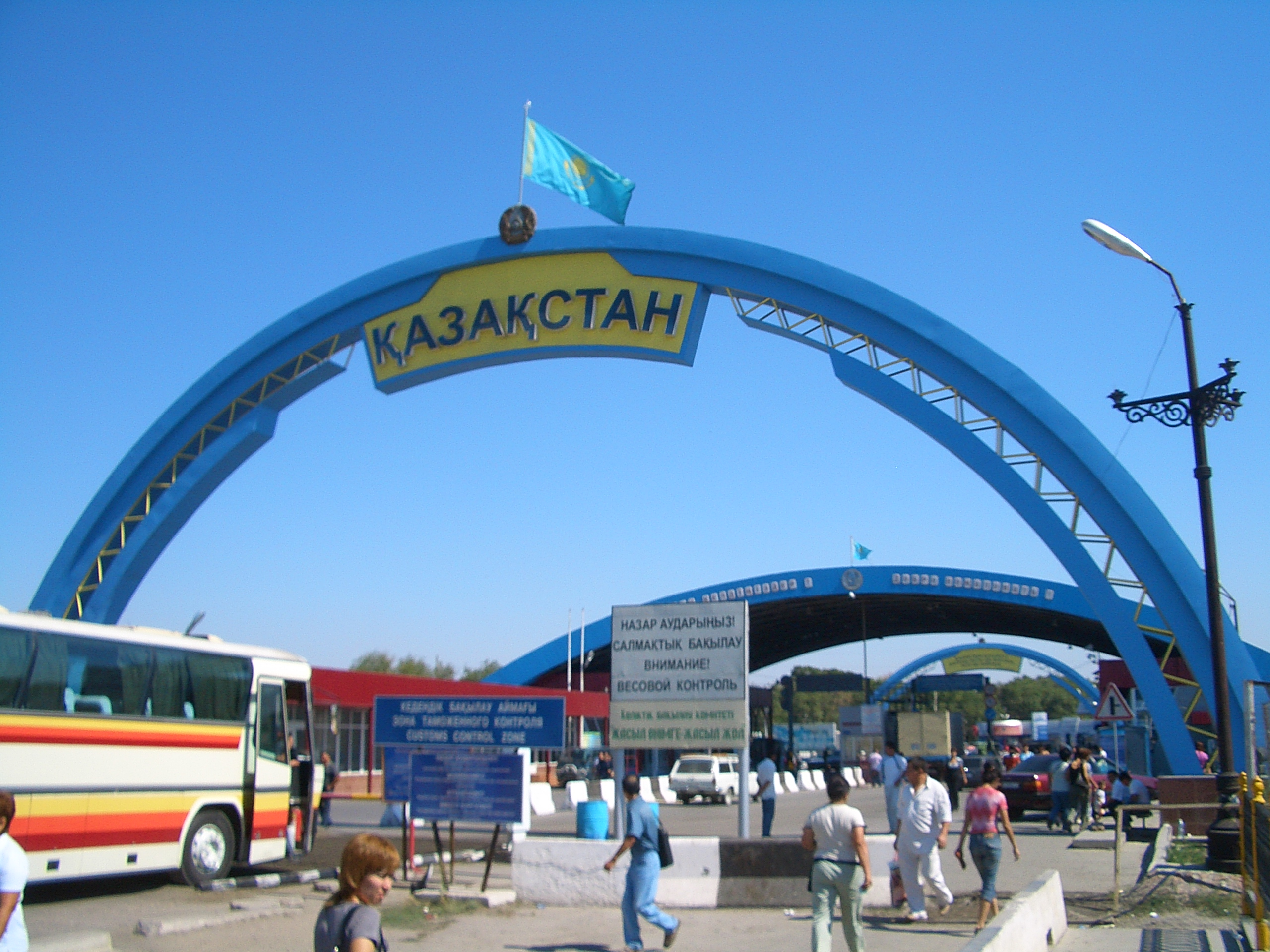